# 福爾達爾
福爾達爾（挪威語：Folldal）是挪威的一個市镇，位於内陆郡，行政中心为福爾達爾村。市镇面积为1,275平方公里，人口数量为1,587人（2018年），人口密度为每平方公里1.2人。